# Narciso Riaza
Narciso Riaza y García (Brihuega, 1811-Brihuega, 1885) fue un jurista y político español, diputado a Cortes.

## Biografía
Nacido en la localidad guadalajareña de Brihuega el 29 de octubre de 1811, a los nueve años entró en el Seminario Grande de San Antonio de Sigüenza, en el que llegó a ser nombrado catedrático interino de Instituciones Teológicas. Al estallar la guerra civil se trasladó a Madrid, donde siguió la carrera de Derecho. Al crearse los institutos de segunda enseñanza, fue nombrado catedrático de Psicología, Lógica y Ética del de Guadalajara, cuyo cargo desempeñó durante ocho años. Casado con Francisca Grimaud y Vázquez, se estableció en Brihuega abriendo un bufete de abogado. Obtuvo escaño de diputado a Cortes en la legislatura de 1843, cargo que desempeñó hasta la disolución de las cámaras. La Academia de Ciencias Naturales de Madrid le nombró miembro correspondiente el 1 de abril de 1842. En 1855, siendo juez de primera instancia de Cifuentes, luchó contra la epidemia de cólera y la inundación que sufrió la villa dicho año. Sus esfuerzos fueron reconocidos con su nombramiento como caballero de la real y militar Orden de Carlos III. También desempeñó los juzgados de Almansa, Sigüenza, Toledo y otros lugares. Falleció en su localidad natal el 5 de septiembre de 1885.